# Ernst Baltzer
Ernst Adolf Heinrich Emil Max Baltzer (* 21. März 1899 in Rostock; † 17. Mai 1992 in Hannover) war ein deutscher Jurist, Rechtsanwalt und Notar.

## Biografie
Ernst Baltzer war der Sohn des Versicherungsbeamten  (späteren Betriebsinspektors?) August Friedrich Wilhelm Baltzer und dessen Frau Luise Georgine Christine Marie Baltzer, geb. Schlottmann. Er absolvierte das Realgymnasium in Rostock und studierte ab Sommersemester 1921 zunächst Philologie und ab dem Wintersemester 1921/22 Rechtswissenschaften an der Universität Rostock und an der Universität Göttingen. Er war seit dem Studium Mitglied der Alten Rostocker Burschenschaft Obotritia. Er wurde 1927 mit der Dissertation Das Befriedigungsrecht des § 1003 (BGB.) in Rostock zum Dr. jur. promoviert und hatte ab 1931 als Rechtsanwalt und Notar in Schwerin eine Kanzlei an der Wismarschen Straße.
Zum 1. Dezember 1931 trat er der NSDAP bei (Mitgliedsnummer 851.607). Ab 1931/32 war er zudem für den NS-Gauleiter für Mecklenburg und Lübeck Friedrich Hildebrandt als Rechtsberater und ab 1932 als Leiter der NS-Gaurechtsstelle tätig. Später war er neben seiner Anwaltsfunktion bis 1942 als Gauamtsleiter für den NS-Gau Mecklenburg aktiv.
Von 1933 bis 1938 war er stellvertretender Präsident und von 1938 bis 1942 Präsident der Rechtsanwaltskammer und auch der Notarkammer von Mecklenburg. Ab 1939 war er Mitglied der Akademie für Deutsches Recht und zudem Justizrat. Von 1939 bis August 1940 diente er als Unteroffizier im Zweiten Weltkrieg.
1942 war er Verteidiger in einem Verfahren gegen den späteren Mörder Ulm. Er soll dabei unwissentlich seinem Mandanten eine kleinkalibrige Pistole zugeführt haben, mit der dieser bei einem Fluchtversuch zwei Polizisten erschossen hat. Baltzer stritt das zunächst ab, musste es später aber eingestehen und verlor daraufhin Ende 1942 alle seine juristischen Ämter. Aus der NSDAP wurde er ausgeschlossen. Er war von 1943 bis 1945 bei der Wehrmacht im Kriegseinsatz.